# François Auvity

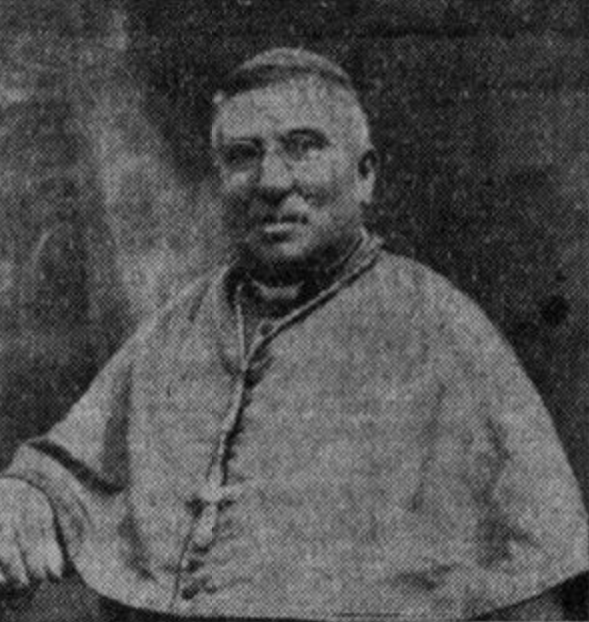
Bischof Auvity (1937)

François Auvity (* 9. Januar 1874 in Germigny-l’Exempt; † 15. Februar 1964 ebenda) war ein französischer römisch-katholischer Geistlicher, Bischof und Nazi-Kollaborateur.

## Leben
François-Louis Auvity wuchs in einem kleinen Ort zwischen Bourges und Moulins auf, dessen Geschichte er später veröffentlichte und wohin er auch zum Sterben zurückkehrte. Er trat bei den Sulpizianern ein und wurde 1899 zum Priester geweiht. Er unterrichtete Apologetik an den Priesterseminaren Rodez und Bordeaux und ab 1909 in Bourges. 1924 wurde er im Erzbistum Bourges Generalvikar und 1933 Weihbischof (sowie Titularbischof von Sarepta). Ab 1937 war er Bischof von Mende.
In der Zeit des Vichy-Regime und dessen Judenverfolgung kooperierte er bereitwillig mit der Nazi-Besatzungsmacht. Er bezeichnete den bei der Bevölkerung verhassten Pflichtarbeitsdienst für die deutsche Kriegswirtschaft als Christenpflicht aus Gehorsam gegenüber Pétain. Daher wurde er 1944 von der Résistance festgesetzt. Auf Druck des Papstes dankte er am 11. September 1945 ab und wurde Titularbischof von Dionysiana. Er zog sich in die Trappistinnen-Abtei Bonneval zurück, über deren Geschichte er ein Buch schrieb, und starb 1964 im Alter von 90 Jahren in seinem Geburtsort.

## Veröffentlichungen
- Germigny-l’Exempt (Cher) et sa châtellenie. Jouve, Paris 1932.
- Histoire du Grand-séminaire de Bourges. Jouve, Paris 1932.
- Notre-Dame de Bonneval (Aveyron). Huit siècles de vie cistercienne, 1147–1947. Carrère, Rodez 1947. Lacour, Nîmes 2018.